# Каушик, Сатиш
Сатиш Каушик (хинди सतीश कौशिक; 13 апреля 1956, Махендрагарх, Харьяна — 9 марта 2023, Гургаон, Харьяна) — индийский актёр, кинорежиссёр
 и сценарист, работавший в фильмах на хинди. Двукратный лауреат Filmfare Award за лучшее исполнение комической роли.

## Биография
Родился 13 апреля 1956 года в городе Махендрагарх, штат Харьяна. Окончил Kirori Mal College в Дели в 1972 году, а затем Национальную школу драмы и Индийский институт кино и телевидения.
Сатиш начал карьеру в качестве театрального актёра, выступая в пьесах в Дели. В 1979 году он переехал в Мумбаи. Получив место помощника режиссёра Шекхара Капура на съёмках его дебютного фильма «Необдуманный шаг» (1983), Каушик также впервые появился на экране в небольшой, но запоминающейся роли. В том же году вышел фильм «Оставьте, как есть», для которого он вместе со своими однокурсниками по институту написал сценарий.
Прорывом в его карьере стал «Мистер Индия» 1987 года, где Сатиш сыграл повара по прозвищу «Календарь», который заботился о группе детей-сирот и готовил для них. Его постоянные стычки с детьми на экране давали пространство юмористическим диалогам и забавным ситуациям, что раскрыло его комический талант. Впоследствии актёр сыграл несколько запоминающихся персонажей в таких фильмах, как «Рам и Лакхан» (1989) и «Муки любви» (1997). За первый из них он получил Filmfare Award за лучшее исполнение комической роли за 1990 году. Вторую такую же премию Каушик заработал благодаря картине «Превратности судьбы» в 1997 году. Он стал известен как актёр-комик, но смог перерасти этот стереотип, сыграв серьёзные роли в таких фильмах, как «Роковая встреча» (2003), и играя отрицательных персонажей.
После «Мистера Индии» Каушик продолжил работать под началом Шекхара Капура на съёмках «Сдержать клятву» с Анилом Капуром и Шридеви в главных ролях, а когда режиссёр покинул проект из-за постоянных задержек, занял его место. Фильм, на производство которого была затрачена колоссальная по тем времена сумма в 100 млн рупий, вышел в 1993 году и с треском провалился в прокате. Его второй режиссёрский проект — мелодрама Prem (1995) с Санджаем Капуром и Табу — также не имела успеха. Примерно в это же время умер его сын, которому едва исполнилось два года.
Несмотря на постигшие его неудачи, он снова взялся за режиссуру и в 1999 году снял «Я живу в твоём сердце» с Анилом Капуром и Каджол на основе телегуязычного фильма 1996 года. Этот фильм имел успех у зрителей, так же как и следующая работа Каушика «Мое сердце – для тебя!» с Капуром и Айшварией Рай, также представлявшая собой ремейк. В 2003 году Каушик выпустил фильм «Всё отдаю тебе», в котором зрители увидели одну из лучших актёрских работ Салмана Хана. Его последней режиссёрской работой стала биографическая комедия Kaagaz (2021), рассказывающая историю человека, которого чиновники объявили мертвым. После успеха фильма он принялся за вторую часть, но не успел её закончить.
Каушик скончался от сердечного приступа 9 марта 2023 года. У него осталась жена Шаши Каушик, с которой они поженились в 1985 году, и дочь Ваншика, родившаяся в 2012 году от суррогатной матери.